# Павло Тичина (срібна монета)
«Павло́ Тичи́на» — срібна ювілейна монета номіналом 5 гривень, випущена Національним банком України. Присвячена 120-річчю від дня народження українського поета, перекладача, державного і громадського діяча Павла Григоровича Тичини. Академік Академії наук УРСР, лауреат Державної премії СРСР і Державної премії УРСР ім. Т. Г. Шевченка, міністр освіти УРСР (1943—1948), голова Верховної Ради УРСР (1953—1959), Павло Тичина мав широкі творчі інтереси — грав на різних музичних інструментах, збереглися його автопортрет і пейзажі, виконані олівцем, аквареллю, олією, вугіллям.
Монету введено в обіг 20 січня 2011 року. Вона належить до серії «Видатні особистості України».

## Опис та характеристики монети
| Номінал грн. | Метал            | Маса, грам    | Діаметр, мм. | Якість виготовлення | Гурт                           | Тираж, штук |
| ------------ | ---------------- | ------------- | ------------ | ------------------- | ------------------------------ | ----------- |
| 5            | срібло 925 проби | 15,55 / 16,81 | 33,0         | пруф                | гладкий із заглибленим написом | 5 000       |

### Аверс
На аверсі монети розміщено: угорі малий Державний Герб України та напис півколом «НАЦІОНАЛЬНИЙ БАНК УКРАЇНИ», під яким рядки поезії П.Тичини 1942 року «І кричу я: Україно!/ Потім стану й прислухаюсь./ Чути… здалеку: — Тримаюсь!/ Хмарко! Ластівко! Калино! -/ І в той бік я повертаюсь.», його малюнок родинної садиби, ліворуч — квіти мальви, праворуч рік карбування монети — «2011», унизу номінал — «П'ЯТЬ ГРИВЕНЬ».

### Реверс
На реверсі монети зображено портрет Павла Тичини на тлі книжкових полиць, унизу — стилізований напис «Павло Тичина» та роки життя «1891—1967».

## Автор

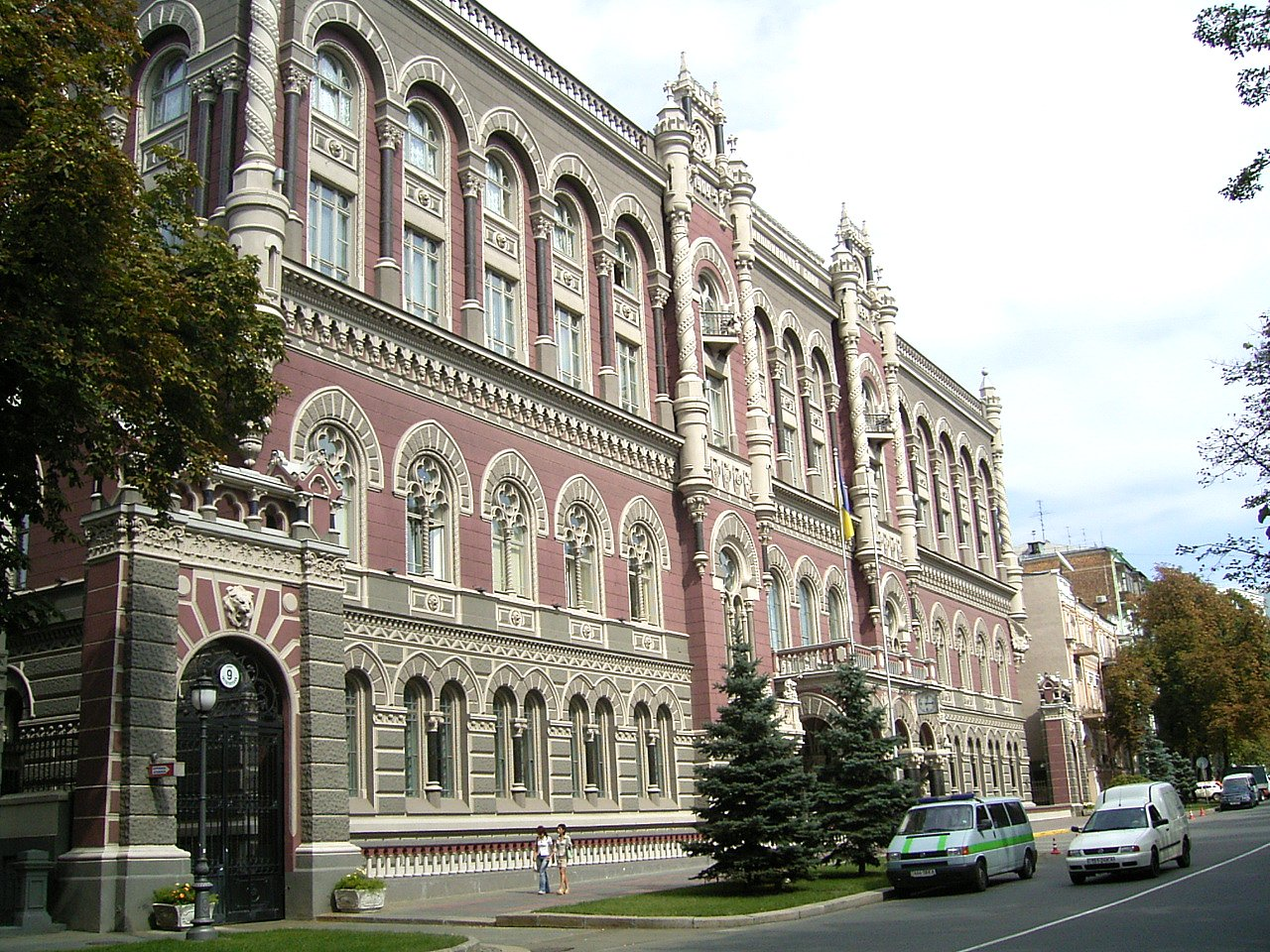
Будівля Національного банку України

- Художник — Атаманчук Володимир.
- Скульптор — Атаманчук Володимир.

## Вартість монети
Ціна монети — 531 гривня, була зазначена на сайт Національного банку України 2018 року.
Фактична приблизна вартість монети, з роками змінювалася так:
| Рік        | 2011 | 2012 | 2013 | 2014 | 2015 | 2016 | 2017 | 2018 | 2019 | 2020 | 2021 | 2022 | 2023 | 2024  | 2025  |
| ---------- | ---- | ---- | ---- | ---- | ---- | ---- | ---- | ---- | ---- | ---- | ---- | ---- | ---- | ----- | ----- |
| Ціна, грн. | 330  | 400  | 350  | 330  | 350  | 500  | 550  | 490  | 460  | 410  | 550  | 800  | 950  | 1 500 | 1 850 |